# Lago Orog
O lago Orog é um lago salgado da Mongólia localizado no Vale dos Lagos do Gobi, entre o planalto de Khangai e Gobi Altai. O lago seca temporariamente, possui 140 km² e profundidade média de 3 metros quando cheio. O Orog secou completamente durante 1988-1989.